# Konstantin Chudjakov
Konstantin Chudjakov (Mosca, 13 ottobre 1938) è un regista sovietico.

## Filmografia parziale

### Regista
- Kto zaplatit za udaču? (1980)
- Molodye ljudi (1983)
- Uspech (1984)
- Na verchnej Maslovke (2004)